# Ardealu
Ardealu – wieś w Rumunii, w okręgu Tulcza, w gminie Dorobanțu. W 2011 roku pozostawała niezamieszkana.